# Pidonia modesta
Pidonia modesta là một loài bọ cánh cứng trong họ Cerambycidae.